# I Cry
«I Cry» es una canción del artista de hip hop Flo Rida de su cuarto álbum de estudio, Wild Ones. It Se fija para ser lanzada como cuarto sencillo del álbum el 18 de septiembre de 2012. La canción, contiene un sampleo vocal de la canción "Cry (Just a Little)" del duo de productores musicales neerlandeses Bingo Players que utiliza a su vez, el estribillo (interpretado por Kelly-Leigh y Hal Ritson) de la canción "Piano in the Dark" de Brenda Russell. "I Cry" fue producido por el dúo francés producción soFLY & Nius y The Futuristics y fue escrito por Flo Rida, Scott Cutler, Jeffrey Hull, Raphael Judrin, Pierre-Antoine Melki, Brenda Russell, Paul Bäumer, y Maarten Hoogstraten. La canción fue usada el spot Top 20 de VH1.

## Lista de canciones
| Descarga digital |         |          |  |
| N.º              | Título  | Duración |  |
| 1.               | «I Cry» | 3:42     |  |

### Semanales
| Australia         | Australian Singles Chart | 3  |
| Bélgica (Flandes) | Ultratop 50              | 14 |
| Bélgica (Valonia) | Ultratop 40              | 27 |
| Canadá            | Canadian Hot 100         | 53 |
| Estados Unidos    | Billboard Hot 100        | 5  |
| Estados Unidos    | Digital Songs            | 8  |
| Francia           | SNEP                     | 5  |
| Irlanda           | Irish Singles Chart      | 16 |
| Noruega           | VG-lista                 | 1  |
| México            | Top 100 México           | 2  |
| Nueva Zelanda     | NZ Top 40 Singles Chart  | 13 |
| Reino Unido       | UK Singles Chart         | 30 |
| Suecia            | Sverigetopplistan        | 44 |

## Radio e historial de lanzamientos
| País           | Fecha de lanzamiento     | Formato                   | Discográfica                            |
| -------------- | ------------------------ | ------------------------- | --------------------------------------- |
| Estados Unidos | 18 de septiembre de 2012 | Difusión radial Comercial | Poe Boy Entertainment, Atlantic Records |